# 黒丸尚
黒丸 尚（くろま ひさし、1951年 - 1993年3月14日）は、日本の翻訳家。本名は佐久間 弘で、筆名は本名のアナグラムである。

## 生涯
東京都深川出身。東京大学法学部卒業。SFファングループ一の日会出身。日本SF作家クラブ会員だった。
電通でCMディレクターを務める傍ら著述、翻訳活動に入る。1988年、電通を退社。晩年は専業翻訳家に。
海外SF作品の翻訳を多数手がけるほか、ペンネーム「LEO」でのアメリカンコミックスの紹介でも著名。また書評等では白川星紀、赤須澄郎という筆名も使用した。
ウィリアム・ギブスン、ルディー・ラッカーらのサイバーパンクSF作品の翻訳を多数担当。特にギブスン作品の翻訳で採用したルビを多用した独自の文体で知られ、秋山瑞人、古橋秀之、冲方丁、伊藤計劃などに影響を与えた。
1993年に病死。第14回日本SF大賞特別賞を受賞。

## 訳書
- 『虚無の孔』（The Hole in the Zero、M.K.ジョーゼフ（英語版）、早川書房、海外SFノヴェルズ） 1979年
- 『アポロの彼方』（Beyond Apollo、バリー・N・マルツバーグ、早川書房、海外SFノヴェルズ） 1980年
- 『砂のなかの扉』（Doorways in the Sand、ロジャー・ゼラズニイ、ハヤカワ文庫SF） 1981年
- 『DR.アシモフのSFおしゃべりジャーナル』（Asimov on Science Fiction、アイザック・アシモフ著、安田均・浅倉久志・加藤弘一・白川星紀名義共訳、講談社）1983年
- 『ソウルイーターを追え』（The Soul Eater、マイク・レズニック、新潮文庫） 1984年
- 『英訳 おとぼけ課長』（植田まさし、芳文社コミックス） 1984年
- 『われら顔を選ぶとき』（Today We Choose Faces、ロジャー・ゼラズニイ、ハヤカワ文庫SF） 1985年
- 『エメラルド・フォレスト』（The Emerald Forest、R.ホールドストック、新潮文庫） 1985年
- 『ふるさと遠く』（Far from Home、ウォルター・テヴィス、伊藤典夫訳共、ハヤカワ文庫SF） 1986年
- 『第5惑星：映画小説』（Enemy Mine、バリー・B・ロングイヤー（英語版）、デイビッド・ジェロルド、白川星紀名義訳、講談社文庫） 1986年
- 『ニューヨーク東8番街の奇跡』（Batteries Not Included、ウェイランド・ドルー、新潮文庫） 1987年
- 『ウィロー』（Willow、ウェイランド・ドルー、ハヤカワ文庫FT） 1988年
- 『黒竜とお茶を』（Tea with the Black Dragon、R・A・マカヴォイ、ハヤカワ文庫FT） 1988年
- 『地獄に堕ちた者ディルヴィシュ』（Dilvish, the Damned、ロジャー・ゼラズニイ、創元推理文庫） 1988年
- 『電脳惑星1 - ロボット・シティを捜せ!』（Isaac Asimov's Robot City 1: Odyssey、I・アジモフ、M・P・キュービ＝マクダウェル、角川文庫） 1989年
- 『ダイ・ハード』（Nothing Lasts Forever、ロデリック・ソープ、新潮文庫） 1989年
- 『決戦!プローズ・ボウル：小説速書き選手権』（Prose Bowl、ビル・プロンジーニ、バリー・N・マルツバーグ、新潮文庫） 1989年
- 『電脳惑星2 - 疑惑のロボット・シティ』（Isaac Asimov's Robot City 2: Suspicion、I・アジモフ、M・マッケイ、角川文庫） 1989年
- 『ドクター・アダー』（Dr.Adder、K・W・ジーター、ハヤカワ文庫SF） 1990年
- 『ドラッグストア・カウボーイ』（Drugstore Cowboy、ジェームズ・フォーグル（英語版）、角川文庫） 1990年
- 『変幻の地のディルヴィシュ』（The Changing Land、ロジャー・ゼラズニイ、創元推理文庫） 1990年
- 『電脳惑星3 - 脱走サイボーグを追え!』（Isaac Asimov's Robot City 3: Cyborg、I・アジモフ、W・F・ウー、角川文庫） 1990年
- 『電脳惑星4 - 天才は殺される』（Isaac Asimov's Robot City 4: Prodigy、I・アジモフ、A・B・コーヴァー、角川文庫） 1990年
- 『グリフターズ』（Grifters、ジム・トンプスン、扶桑社ミステリー） 1991年
- 『グラス・ハンマー』（The Glass Hammer、K・W・ジーター、ハヤカワ文庫SF） 1991年
- 『大いなる序章 - ワイルド・カード1』上・下（Wild Cards、ジョージ・R・R・マーティン編、共訳、創元SF文庫） 1992年
- 『ヒーザーン』（Heathern、ジャック・ウォマック、ハヤカワ文庫SF） 1992年
- 『テラプレーン』（Terraplane、ジャック・ウォマック、ハヤカワ文庫SF） 1992年
- 『ジェネレーションX：加速された文化のための物語たち』（Generation X、ダグラス・クープランド、角川書店） 1992年、のち角川文庫
- 『宇宙生命襲来 - ワイルド・カード2』上・下（Wild Cards II: Aces High、ジョージ・R・R・マーティン編、共訳、創元SF文庫） 1993年
- 『審判の日 - ワイルド・カード3』上・下（Wild Cards III: Jokers Wild、ジョージ・R.R.マーティン編、共訳、創元SF文庫） 1994年
- 『ゴジロ：南太平洋の巨大トカゲと日本少年の愛と友情の物語』（GOJIRO、マーク・ジェイコブスン、白石朗共訳、角川書店） 1995年

### ルーディ・ラッカー作品
- 『空を飛んだ少年』（The Secret of Life、ルディー・ラッカー、新潮文庫） 1987年
- 『時空の支配者』（Master of Space and Time、ルディー・ラッカー、新潮文庫） 1987年、のちハヤカワ文庫
- 『ソフトウェア』（Software、ルーディ・ラッカー、ハヤカワ文庫SF） 1989年
- 『ウェットウェア』（Wetware、ルーディ・ラッカー、ハヤカワ文庫SF） 1989年
- 『空洞地球』（The Hollow Earth、ルーディ・ラッカー、ハヤカワ文庫SF） 1991年
- 『ホワイト・ライト』（White Light、ルーディ・ラッカー、ハヤカワ文庫SF） 1992年
- 『ラッカー奇想博覧会』（ルーディ・ラッカー、共訳、ハヤカワ文庫SF） 1995年

### ウィリアム・ギブスン作品
- 『ニューロマンサー』（Neuromancer、ウィリアム・ギブスン、ハヤカワ文庫SF） 1986年
- 『カウント・ゼロ』（Count Zero、ウィリアム・ギブスン、ハヤカワ文庫SF） 1987年
- 『モナリザ・オーヴァドライヴ』（Mona Lisa Overdrive 、ウィリアム・ギブスン、ハヤカワ文庫SF） 1989年
- 『ディファレンス・エンジン』（The Difference Engine、ウィリアム・ギブスン & ブルース・スターリング、角川文庫） 1991年、のちハヤカワ文庫